# Magmatska kamnina
| Ščit Plošča Orogen Bazen Velika magmatska pokrajina Razširjena skorja | Oceanska skorja: 0–20 Ma 20–65 Ma > 65 Ma |

Magmatske kamnine ali magmatiti (grško starogrško μάγμα: mágma – zgnetena masa) so kamnine, ki so nastale s strjevanjem taline kamnin s kristalizacijo ali brez nje. Magmatske kamnine so poleg sedimentnih in metamorfnih kamnin ena od treh glavnih vrst kamnin. 
Magmatske kamnine, ki so se strdile pod površjem Zemlje, se imenujejo globočnine, intruzivne kamnine ali plutonske kamnine, tiste, ki so se z ohlajanjem lave strdile na površju, pa predornine, ekstruzivne kamnine ali vulkanske kamnine. Večina od okoli 700 magmatskih kamnin, kolikor jih pozna geološka znanost, sodi v razred globočnin. Za nastanek magmatskih kamnin je pomembnih razmeroma malo mineralov, ki so v 90 % primerov silikati in so spojine predvsem silicija, kisika, aluminija, natrija, kalija, kalcija, železa  in magnezija. Pri ohlajanju magme začnejo pri točno določenih pogojih frakcionirano kristalizirati minerali, kot prikazuje Bowenov kristalizacijski niz. 
Magmatske kamnine so kljub temu, da sestavljajo okoli 95 % Zemljine skorje, opazne samo ponekod, ker jih prekriva razmeroma tanek sloj metamorfnih in sedimentnih kamnin.

## Geološki pomen
Zgornjih 16 kilometrov Zemljinega plašča je sestavljenega iz  približno 95 % magmatskih kamnin, na katerih je samo tanek sloj sedimentnih in metamorfnih kamnin.
Magmatske kamnine so geološko pomembne
- za pridobivanje podatkov o pogojih (temperatura in tlak), v katerih so nastale,
- njihova absolutna starost, ki se ugotavlja na primer z radiometričnim datiranjem, omogoča primerjavo sosednjih geoloških tvorb in ugotavljanje časovnega poteka dogodkov,
- njihove oblike so po navadi značilne za specifična tektonska okolja, kar omogoča rekonstrukcijo na primer tektonike plošč,
- v nekaterih posebnih okoljih vsebujejo sklade pomembnih mineralov oziroma rud: volfram, kositer in uran so običajno povezani z graniti in dioriti, medtem ko sta krom in platina običajno povezana z gabri.

## Izvor
Zemljina skorja, ki obsega manj kot 1 % Zemljine prostornine,  je zgrajena iz zelo različnih magmatskih, metamorfnih in sedimentnih kamnin. Oceanska skorja je debela 5 do 10 kilometrov in je zgrajena predvsem iz bazalta, diabaza in gabra. Kontinentalna skorja je debela od 30 do 50 kilometrov in je zgrajena iz rahlo manj gostih kamnin, na primer granita, katerega ga v oceanski skorji skorajda ni. 
Skorja plava na zgornji plasti Zemljinega plašča - astenosferi. Plašč je debel malo manj kot 3.000 kilometrov in obsega približno 84 % Zemljine prostornine. Plašč je vir vseh magmatskih kamnin, ki nastajajo predvsem v njegovih zgornjih plasteh, kjer temperature nihajo med 600 in 1600 °C. 
Vzroki za taljenje kamnin so visoka temperatura, visok tlak in prisotnost vode. V globini med 7 in 70 kilometri je ocenjena temperatura 1000 do 1200 °C. Večina magme nastane v globini od  20 do  50 kilometrov. Gradiva za magmo se dvigujejo  iz večjih globin, tu pa se srečajo s pronicajočo oceansko vodo, ki zniža temperaturo tališča in povzroči njihovo taljenje. Kamnine iz Zemljine skorje imajo višja tališča, zato pri nastajanju magme sodelujejo bolj redko.
Za nastanek magmatskih kamnin je pomembnih razmeroma malo mineralov, ki so v 90 % primerov silikati in so spojine predvsem silicija, kisika, aluminija, natrija, kalija, kalcija, železa  in magnezija. Pri ohlajanju magme začnejo pri točno določenih pogojih frakcionirano kristalizirati minerali, kot prikazuje Bowenov kristalizacijski niz. 
Magmatske kamnine so kljub temu, da sestavljajo okoli 95 % Zemljine skorje, opazne samo ponekod, ker jih prekriva razmeroma tanek sloj metamorfnih in sedimentnih kamnin.

## Morfologija in okolje
Magmatske kamnine se glede na okolje delijo na globočnine, predornine in žilnine, glede na mineralno sestavo pa na  granitsko, sienitsko, dioritsko, gabrsko in peridotitsko skupino.
| Glede na način nastanka → ↓ Glede na mineralno sestavo                                                                                  | Globočnine                                                                                             | Predornine                                                                                | Žilnine                     |
| --- | --- | ----------------------------------------------------------------------------------------- | --------------------------- |
| Granitska skupina b. m.: kremen, kalijevi glinenci, kisli plagioklazi, srednji plagioklazi z. m.: biotit, muskovit, amfiboli, pirokseni | granit (kremen + K-glinenec + kisli plagioklaz) granodiorit (kremen + srednji plagioklaz + K-glinenec) | riolit kremenov porfir kremenov keratofir Vulkanska stekla: obsidijan plovec perlit dacit | granitporfir pegmatit aplit |
| Sienitska skupina b. m.: kalijevi glinenci, kisli plagioklazi z. m.:biotit, muskovit, amfiboli, pirokseni                               | sienit                                                                                                 | trahit porfir keratofir                                                                   |                             |
| Dioritska skupina b. m.: srednji plagioklazi z. m.: amfiboli, pirokseni, biotit                                                         | diorit tonalit (kremenov diorit)                                                                       | andezit                                                                                   |                             |
| Gabrska skupina b. m.: bazični plagioklazi z. m.: pirokseni, amfiboli, olivin                                                           | gabro čizlakit                                                                                         | bazalt bazalt mandljevec diabaz                                                           |                             |
| Peridotitska skupina b. m.: pirokseni, amfiboli, olivin z. m.: biotit                                                                   | peridotit                                                                                              |                                                                                           |                             |
| Legenda: b.m. - bistveni minerali z.m. - značilni minerali                                                                              | |                                                                                           |                             |

### Globočnine
Globočnine ali intruzivne kamnine nastajajo iz magme, ki se ohlaja in strjuje v Zemljini skorji. Ker je magma obdana z že strjeno kamnino, se strjuje počasi. Zrna so zato groba in praviloma vidna s prostim očesom. Globočnine se lahko razvrščajo tudi po obliki in velikosti intruzivnega telesa in njegovi povezavi z drugimi tvorbami, v katere so prodrle. Značilne intruzivne tvorbe so batoliti, dimniki, lakoliti, sili in dajki. 
Iz globočnin, običajno iz granita, so zgrajena jedra večine gorskih verig. Jedra, imenovana batoliti, lahko zaradi erozije zasedejo velika področja Zemljine površine. 

### Predornine
Predornine so magmatske kamnine, ki nastanejo z ohlajanjem magme, pravilneje lave, na Zemljini površini. Predornine se ohlajajo in strjujejo hitreje kot globočnine, zato so bolj drobnozrnate. 
Magma je raztaljena kamnina s primešanimi kristali in mehurčki plina ali brez njih. Magma ima manjšo gostoto kot kamnine, iz katerih je nastala, zato se dviguje proti Zemljini površini. Ko na kopnem ali na morskem dnu skozi ognjenik pride na površino, se imenuje lava.
Količina predornin, ki jih vsako leto izbruhajo vulkani, je odvisna od premikanja tektonskih plošč. Približno 73 % predornin nastane na divergentnih mejah litosfernih plošč, kjer se plošče razmikajo, 15 % na konvergentnih mejah (subdukcijske cone), 12 % pa na vročih točkah.
Obnašanje izbruhane magme je odvisno od njene viskoznosti, ta pa je odvisna od temperature, sestave in vsebnosti kristalov. Visokotemperaturne magme, ki so večinoma bazaltne, se obnašajo podobno kot gosta olja ali sladkorni sirupi. Srednje magme, kakršna je na primer andezitna, rade tvorijo stožce iz žlindre, ki je zmes pepela, tufa in lave. Njihova viskoznost ob izbruhu je podobna viskoznosti gostega medu ali celo gume. Kisle magme, kakršna je na primer riolitna magma, običano bruhajo pri nizki temperaturi, njihova viskoznost pa je približno 10.000 krat večja od viskoznosti bazaltne magme. Izbruh je po navadi eksploziven. Tečenje riolitne lave je zaradi velike viskonosti omejeno, njeni robovi pa so strmi.   
Kisle (felzične) in srednje magme pogosto izbruhnejo eksplozivno zaradi sprostitve raztopljenih plinov, med katerimi sta najpogostejša voda in ogljikov dioksid. Eksplozivno izbruhane piroklastične snovi se imenujejo tefra in vsebujejo tuf, aglomerat in ignimbrit. Med izbruhanimi snovmi je tudi droben vulkanski pepel, ki pogosto prekrije velika področja. 
Če se lava hitro ohlaja in skristalizira, je kamnina finozrnata. V primerih, ko je ohlajanje tako hitro, da ne izkristalijo niti najmanjša zrna, govorimo o vulkanskem steklu. Takšna kamnina je na primer obsidian. Pri zelo počasnem ohlajanju nastanejo grobozrnata kamnine. 
Razločevanje predornin je zaradi fine zrnatosti pogosto težavno. Na terenu se zato opravijo samo grobe analize, natančno sestavo pa se določi s preiskavo tankih rezin pod mikroskopom.

### Žilnine
Žilnine nastajajo v globinah med globočninami in predorninami in so manj pogoste kot globočnine in predornine. Žilnine pogosto tvorijo dajke, sile in lakolite.

## Razvrščanje
Magmatske kamnine se razvrščajo po nahajališču, strukturi, mineralogiji, kemijski sestavi in geometriji magmatskega telesa. 
Razvrščanje mnogih tipov različnih magmatskih kamnin nas lahko oskrbi s pomembnimi podatki o pogojih, v katerih so nastale. Za razvrščanje se uporabljajta dva kriterija: velikost delcev, ki je odvisna predvsem od zgodovine ohlajanja, in mineralna sestava kamnine. Bistveni minerali, ki tvorijo skoraj vse magmatske kamnine in so osnova za njihovo razvrščanje, so glinenci, kremen ali foiti, olivini, pirokseni, amfiboli in sljude. Vsi drugi prisotni minerali se v večini magmatskih kamnin prištevajo med nebistvene ali postranske minerale. Magmatske kamnine z drugimi bistvenimi minerali so redke. Mednje sodijo na primer karbonati. 
V poenostavljenem razvrščanju se tipi magmatskih kamnin ločijo na osnovi tipa prisotnega glinenca in prisotnosti ali odsotnosti kremena, v kamninah brez glinencev in kremena pa po tipih prisotnih železovih ali magnezijevih mineralov. Kamnine, ki vsebujejo kremen, so s kremenom prenasičene kamnine. Kamnine s foitidi so s kremenom  podnasičene kamnine, ker foitidi ne morejo obstajati v stabilni združbi s kremenom. 
Magmatske kamnine, ki so izkristalile do te mere, da so zrna vidna s prostim očesom, se imenujejo faneritske kamnine. Kamnine s kristali, ki so premajhni, da bi bili vidni s prostim očesom, so afanitske kamnine. Na splošno velja, da so faneritske kamnine predvsem globočnine, afanitske pa predvsem predornine. 
Magmatske kamnine z večjimi, jasno opaznimi kristali, vgrajenimi v finozrnato osnovo, se imenujejo porfirji.  Porfirna struktura se je razvila v razmerah, v katerih so nekateri kristali zrasli do precejšnje velikosti preden se je izkristalila glavnina magme kot enakomerno  finozrnato telo.

### Struktura
Struktura je pomemben kriterij za poimenovanje vulkanskih kamnin. Vanjo so vključene velikost, oblika, orientacija in porazdelitev mineralnih zrn in razmerij med njimi in odloča, ali je kamnina tuf, piroklastična lava ali preprosto lava.  
Struktura kljub pomembnosti ni ključna za razvrščanje vulkanskih kamnin. Za večino kamnin je najpogosteje potrebna kemijska analiza, predvsem za ekstremno fine kamnine in tufe, ki so nastali z vsedanjem vulkanskega prahu iz zraka.  
Za razvrščanje globočnin je struktura manj kritična, saj je večina mineralov vidna s prostim očesom ali vsaj z lupo ali mikroskopom.  Globočnine so, kar zadeva strukturo, manj raznolike in manj nagnjene k tvorjenju različnih struktur. Opis strukture se lahko uporabi za razločevanje različnih intruzivnih faz v velikih globočninskih telesih, na primer porfirnih  robov od jedra telesa, profirnih skladov in subvulkanskih dajkov. Za razvrščanje globočnin se bolj pogosto uporablja mineraloška klasifikacija. 

### Kemijska sestava
Kadar modalni ali mineraloški podatki niso na razpolago, se za razvrščanje magmatskih kamnin uporabljata celotna vsebnost alkalij in SiO2 (TAS diagram). Kamnine so po teh kriterijih razvrčene v:
- kisle (felzične) magmatske kamnine z veliko vsebnostjo SiO2 (> 63 %), na primer granit in riolit,
- srednje magmatske kamnine, ki vsebujejo 52 - 63 % SiO2, na primer andezit in dacit,
- bazične (mafične) magmatske kamnine z majhno vsebnostjo SiO2 (45 - 52 %) in značilno visoko vsebnostjo železa in magnezija, na primer gabro in bazalt,
- ultrabazične (ultramafične) magmatske kamnine z manj kot 45 % SiO2, na primer pikrit in komatiit in
- alkalne magmatske kamnine s 5 - 15 % alkalij (K2O + Na2O) ali z molskim razmerjem alkalije:SiO2 večjim od 1:6, na fonolit in trahit.

Kemijski kriteriji se uporabljajo tudi za razločevanje kemijsko podobnih kamnin, na primer:
- ultrakalijskih, ki imajo molsko razmerje K2O:Na2O > 3,
- peralkalijskih, ki imajo molsko razmerje (K2O + Na2O):Al2O3 > 1 in
- peraluminijskih, ki imajo molsko razmerje (K2O + Na2O):Al2O3 < 1.

Idealizirana (normativna) mineralogija se lahko izračuna iz kemijske sestave in je uporabna za kamnine, ki so preveč finozrnate ali prestare, da bi se lahko prepoznali minerali, ki so izkristalili iz osnovne taline. Z normativnim SiO2 na primer se razvrščajo s kremenom prenasičene kamnine, kakršen je riolit, z normativnim foiditom pa s kremenom podnasičene kamnine, kakršen je na primer nefelinit. 

### Zgodovina razvrščanja
Leta 1902 je skupina ameriških petrografov predlagala, da se vse takrat obstoječe razvrstitve magmatskih kamnin  zavržejo in nadomestijo s kvantitativnim razvrščanjem, ki je bilo zasnovano na kemijski analizi. Trdili so, da je večina obstoječe terminologije nejasna in pogosto neznanstvena in zahtevali, da ključno vlogo pri razvrščanju kamnin prevzame njihova kemijska sestava. 
Geološko nahajališče, struktura in mineraloška sestava, ki so bili do takrat merodajni kriteriji za razvrščanje kamnin, so postali drugorazredni kriteriji. Po zaključeni kemijski analizi kamnine se je najprej ugotovilo, kateri kamninotvornimi minerali so po pričakovanjih nastali, ko se je magma izkristalila, na primer kremenčevi glinenci, olivin, magnetit, korund itd., potem pa so se kamnine razdelile v skupine glede na njihov relativni delež.

## Mineraloško razvrščanje
Za vulkanske kamnine je mineralogija pomembna za razvrščanje in poimenovanje lav. Najpomembnejši kriterij za razvrščanje so vtrošniki (fenokristali), kateremu sledi mineralogija osnovne mase. Če ima osnovna masa finozrnato (afanitsko) strukturo, je za razvrščanje pogosto potrebna kemijska analiza.  

### Razvrščanje po vsebnosti felzičih (kislih) in mafičnih (bazičnih) mineralov
- Felzične kamnine vsebujejo veliko kremena (SiO2), alkalne glinence in/ali foide. Kamnine, na primer granit in riolit, so običajno svetlo obarvane in imajo majhno gostoto.
- Mafične kamnine vsebujejo manj kremena kot felzične kamnine. V njih prevladujejo mafični minerali: pirokseni, olivini in apneni plagioklaz. Kamnine, na primer gabro in bazalt, so po navadi temno obarvane in imajo večjo gostoto od felzičnih kamnin.
- Ultramafične kamnine imajo najmanjšo vsebnost kremena in več kot 90 % mafičnih mineralov. Značilen primer ultramafične kamnine je dunit.

V globočninah in žilninah so vsi minerali praviloma vidni s prostim očesom ali vsaj z mikroskopom. Za razvrščanje se navadno uporabljajo ternarni diagrami z relativnimi vsebnostmi treh udeleženih mineralov, za podrobnejše razvrščanje se uporablja diagram QAPF. 

### Primer
Granit je magmatska kamnina, ki je kristalizirala po Zemljinim površjem (globočnina), s felzično sestavo. To pomeni, da vsebuje veliko  kremena, s kalijem bogat ortoklaz in z natrijem bogat plagioklaz. Ima faneritsko podevhedralno strukturo, se pravi da so minerali vidni s prostim očesom in da so nekateri od njih obdržali prvotne kristalografske oblike. 

## Nastanek magme
Zemljina skorja je pod kontinenti debela povprečno 35 km, pod oceani pa samo 7–10 km. Kontinentalna skorja je sestavljena predvsem iz sedimentnih kamnin, ki ležijo na kristalinični podlagi, zgrajeni iz zelo različnih metamorfnih in magmatskih kamnin, na primer granulita in granita. Oceanska skorja je sestavljena predvsem iz bazalta in gabra. Kontinentalna in oceanska skorja ležita na peridotitu iz Zemljinega plašča.
Kamnine se lahko raztalijo zaradi dekompresije (zmanjšanja tlaka), spremembe kemijske sestave, na primer zaradi prisotnosti vode, povišane temperature ali kombinacije omenjenih pocesov. Drugi mehanizmi, na primer padec meteorita, so sedaj manj pomembni, med nastajanjem Zemlje pa so povzročili obsežno taljenje, tako da je bila Zemlja verjetno pokrita s kakšnih 100 km globokim oceanom magme. Padci velikih meteoritov v zadnjih nekaj sto milijonih let so bili verjetno eden od mehanizmov, ki so povzročili obširen bazaltni magmatizem posameznih velikih magmatskih pokrajin.  

### Dekompresijsko taljenje
Dekompresijsko taljenje je posledica padca tlaka. Začetna temperatura taljenja (temperatura, pod katero je snov popolnoma strjena) večine kamnin v odsotnosti vode z naraščajočim tlakom narašča. Peridotit v Zemljinem plašču ima zato lahko višjo temperaturo od  začetne temperature taljenja v neki manjši globini. Če se takšna kamnina med konvekcijo trdnega plašča dvigne, se zaradi adiabatne ekspanzije rahlo ohladi, vendar samo za 0,3 °C na kilometer. Eksperimentalne študije značilnih vzorcev peridotita kažejo, da temperatura začetka taljenja narašča za 3 – 4 °C na kilometer. Če se kamnina dovolj dvigne, se zato začne taliti. Kapljice taline se lahko združijo v večje kaplje in začnejo prodirati navzgor. Takšen proces taljenja dvigajočega se trdnega plašča je bil odločilen za evolucijo Zemlje.
Z dekompresijskim taljenjem nastaja skorja na srednjeoceanskih hrbtih, na enak način pa so nad vročimi točkami nastali na primer Havajski otoki. S kompresijskim taljenjem se najpogosteje razlaga tudi poplavne oziroma stopničaste bazalte, ki so nastali z gigantskim vulkanskim izbruhom ali nizom izbruhov, in oceanske plošče, čeprav nekatere ogromne tvorbe pripisujejo trčenju meteorita.           

### Vpliv vode in ogljikovega dioksida
Največji vpliv na spremembo sestave kamnine in nastanek magme ima dodatek vode, ki zniža začetno temperaturo taljenja pri danem tlaku. Primer: v globini približno 100 km se peridotit brez prisotnosti vode začne taliti pri 1500 °C ali celo več, prebitek vode pa temperaturo začetka taljenja zniža na približno 800 °C. Voda, ki povzroči taljenje zgornjega plašča, prodre v globino v subdukcijskih conah oceanske litosfere. Magme z bazaltno in andezitno sestavo, ki vsebujejo vodo, nastajajo neposredno ali posredno s hidriranjem med subdukcijskimi procesi. Takšne magme in tiste, ki nastanejo iz njih, gradijo loke otokov, na primer otoke v pacifiškem ognjenem obroču. Magme iz kalcitno-alkalnih kamnin so pomembna sestavina kontinentalne litosfere. 
Ogljikov dioksid je v primerjavi z vodo mnogo manj pomemben vzrok za nastanek magme, kljub temu pa mu pripisujejo nastanek nekaterih s kremenom podnasičenih magm. Poskusi so dokazali, da se v prisotnosti ogljikovega dioksida začetna temperatura taljenja peridotita v ozkem intervalu tlaka, ki ustreza globini okrog 70 km, zniža za približno 200 °C. V večjih globinah je njegov vpliv lahko še večji: v globini približno 200 km je začetna temperatura taljenja peridotita z ogljikovim dioksidom 450 – 600 °C nižja od začetne temperature taljenja peridotita brez prisotnosti ogljikovega dioksida. Možni viri ogljikovega dioksida v globinah večjih od 70 km so lahko nefelinitske, karbonatitske in kimberlitske magme.

### Povečanje temperature
Povečanje  temperature je najbolj značilen mehanizem tvorjenja magme v kontinentalni skorji. Povečanje temperature  je lahko posledica prodiranja magme iz Zemljinega plašča proti površini. Temperature lahko presežejo začetno temperaturo taljenja kamnin v celinski skorji tudi zaradi zgoščevanja kamnin na mejah tektonskih plošč zaradi povišanega tlaka. Lep in dobro preučen primer takšnega mehanizma je meja med indijsko in azijsko kontinentalno maso, kjer je skorja pod tibetansko planoto tik ob njeni južni meji debela približno 80 km, kar je v grobem dvakrat več kot je debela normalna kontinentalna skorja. Študije električne upornosti, ki so izpeljane iz magnetotelurških podatkov, so sredi skorje odkrile sloj,  ki verjetno vsebuje talino silikatov in se vzdolž južne meje Tibeta razteza najmanj 1000 km daleč. Magmatski kamnini, katerih nastanek običajno pripisujejo taljenju kontinentalne skorje zaradi povišane temperature, sta granit in riolit. Povečanje temperature lahko povzroči tudi taljenje litosfere v subdukcijskih conah.

## Razvoj magme
Večina magm se v svoji zgodovini samo delno raztali. Magme so bolj pogosto zmesi taline in kristalov, včasih tudi plinskih mehurčkov. Talina, kristali in plinski mehurčki imajo običajno različno gostoto, zato se med razvojem magme lahko ločijo.
Med ohlajanjem magme začnejo minerali pri različnih temperaturah postopoma kristaliti iz taline.  Proces se imenuje frakcionirana kristalizacija. Če se kristali izločijo iz taline,  postane sestava neizkristaljenega dela magme drugačna od sestave starševske magme. Primer: iz magme z gabrsko sestavo nastane z izločanjem zgodaj nastalih kristalov magma z granitsko sestavo. Gabro ima začetno temperaturo taljenja okrog 1200 °C, preostala talina z granitsko sestavo pa samo približno 700 °C. Nezdružljivi minerali se med frakcionirano kristalizacijo koncentrirajo v magmatskem rezidiju, ki se pri naslednjem frakcioniranem taljejnju raztali prvi. V obeh procesih  lahko nastane magma, ki izkristali v pegmatit, ki je običajno bogat z nezdružljivimi minerali. Za razumevanje idealiziranih procesov, ki se dogajajo med frakcionirano kristalizacijo magme, sta pomembna Bowenova kristalizacijska niza.
Sestave magme ne določata samo frakcionirana kristalizacija in frakcionirano taljenje. Magme lahko na primer vzajemno delujejo s kamninami, v katere prodirajo: lahko jih raztalijo ali z njimi reagirajo. Magme z različnimi sestavami se lahko med seboj mešajo, v redkih primerih pa se lahko talina tudi loči v dve talini z različnima sestavama, ki se med seboj ne mešata.
V tvorbi najpogostejših magmatskih kamnin je udeleženih relativno malo mineralov, ker magme vsebujejo samo določene elemente: silicij, kisik, aluminij, natrij, kalij, kalcij, železo in magnezij. Našteti elementi tvorijo silikatne minerale, ki tvorijo preko 90 % vseh magmatskih kamnin. Kemija magmatskih kamnin elemente obravnava kot kjučne, manj pomembne in sledove. Vsebnost ključnih in manj pomembnih elementov se po navadi izraža v odstotkih, na primer 51 % SiO2 in 1,50 % TiO2. Vsebnost elementov, ki so prisotni v sledovih, se izraža v delih na milijon delov (ppm), na primer 420 ppm Ni in 5,1 ppm Sm. Kriterij za sledove elementov je po navadi 100 ppm, čeprav je vsebnost nekaterih elementov tudi večja od 1000 ppm.

## Magmatske kamnine v Sloveniji
Granitska skupina
Granit se nahaja v pasu periadriatskega šiva, ki predstavlja mejo med afriško in evropsko ploščo. Sega iz doline Tople preko Črne na Koroškem do južno od Slovenj Gradca. Na Koroškem je ozemlje sestavljeno iz granita, tonalita, termo metamorfnih kanin kordiertni skrilavec in andaluzitno kordiertni skrilavec. Granit se nahaja v pasu periadriatskega šiva, ki predstavlja mejo med afriško in evropsko ploščo. Sega iz doline Tople preko Črne na Koroškem do južno od Slovenj Gradca. Kremenov granodiorit se nahaja v osrednjem delu Pohorja, kjer je v terciarju prodrl na površje kot lakolit (čok) in je najstarejša metamorfna kamnina na našem ozemlju.Kremenov granodiorit se nahaja v osrednjem delu Pohorja, kjer je v terciarju prodrl na površje kot lakolit (čok) in je najstarejša metamorfna kamnina na našem ozemlju. Kamnino so včasih imenovali tonalit, vendar so ime spremenili, ker ni ustrezalo mineraloški zgradbi. Kremenov porfir in kremenov keratofir sta na območju Pirešice, severno od Savinjske doline, Dobrovniški planini, Kamniški in Tržiški Bistrici in na območju Jelovice.  Dacit je v obliki večje razčlenjene krpe prisoten na vzhodni strani Pohorja in na Veliki Kopi. Razvit je večinoma kot predornina in samo ponekod kot piroklastik.
Sienitska skupina
Kamnine iz sienitske skupine so ponekod v Karavankah in okolici Cerknega.
Gabrska skupina
Bazične prvine gabra najdemo kot vključke v granitnem pasu v periadriatskem šivu. Diabaz se pojavlja na območju vasi Grad v Prekmurju in na Goričkem. Metamorfna kamnina nekdanjega peridotita se dobi na večji površini južno od Pohorja oziroma severno od Slovenske Bistrice.